# Trebius latifurcatus
Trebius latifurcatus är en kräftdjursart som beskrevs av C. B. Wilson 1921. Trebius latifurcatus ingår i släktet Trebius och familjen Trebiidae. Inga underarter finns listade i Catalogue of Life.